# 蒲剧
蒲剧，又称蒲州梆子，为山西省的地方剧种，因其兴盛地区为古蒲州（今山西省永济市）而得名。
蒲剧形成于明代，主要流行地区为山西省，以及山西省周边地区。唱腔以梆子腔为主。传统剧目有《薛刚反朝》、《三家店》、《窦娥冤》、《西厢记》、《赵氏孤儿》等。著名人物有旦角演员王存才、王秀兰等。